# Tour de France 1947
Il Tour de France 1947, trentaquattresima edizione della Grande Boucle, si svolse in ventuno tappe tra il 25 giugno e il 20 luglio 1947, per un percorso totale di 4 640 km.
Fu vinto per la prima e unica volta dallo scalatore francese Jean Robic (all'unico podio della carriera conseguito al Tour).
Robic in questo Tour de France non indossò mai, in corsa, la maglia gialla di leader della classifica, in quanto diventò il vincitore della corsa soltanto grazie ad un attacco sferrato nell'ultima tappa; azione vincente che, poi, gli permise di indossare la maglia del primato nel momento e nel luogo più importante di tutta questa estenuante corsa a tappe di tre settimane: ossia dopo l'ultima tappa e sul gradino più alto del podio.
Questa particolare situazione, indicatoria di un colpo di coda finale e conseguente ribaltone clamoroso nei primi posti della classifica generale, si sarebbe ripetuto in futuro soltanto nell'edizione del Tour de France del 1968, vinta a sorpresa nella cronometro finale dall'olandese Jan Janssen. 
Dieci anni l'ultimo trionfo ad opera di Roger Lapébie (edizione 1937), questa fu la sedicesima edizione in cui si impose un corridore di casa.
Robic, tredicesimo corridore transalpino ad imporsi nella storia del Tour, terminò le proprie fatiche sulle strade francesi con il tempo di  148h11'25".
Al secondo posto della graduatoria generale si classificò il passista-scalatore francese Edouard Fachleitner (anch'egli all'unico podio della carriera nella Grande Boucle). 
Lo scalatore italiano, che in futuro si naturalizzerà francese, Pierre Brambilla (anche per lui questo si trattò dell'unico podio della carriera raccolto al Tour), si piazzò al terzo posto della classifica generale dopo aver portato la maglia gialla di leader nell'ultima tappa, ma senza poterla portare sul gradino più alto del podio, essendogliela stata sfilata da Jean Robic. 
Nell'occasione Brambilla patì sia una crisi nel momento cruciale dell'ultima per lui fatale frazione, sia una letale coalizione dei ciclisti francesi. Per lui fu la fine di un sogno, dato che dopo questa infausta giornata non riuscì più a raccogliere risultati di un certo rilievo nei restanti scampoli di carriera ciclistica.

## Tappe
| Tappa  | Data      | Percorso                                  | km    | Vincitore di tappa  | Leader cl. generale |
| ------ | --------- | ----------------------------------------- | ----- | ------------------- | ------------------- |
| 1ª     | 25 giugno | Parigi > Lilla                            | 236   | Ferdi Kübler        | Ferdi Kübler        |
| 2ª     | 26 giugno | Lilla > Bruxelles (BEL)                   | 182   | René Vietto         | René Vietto         |
| 3ª     | 27 giugno | Bruxelles (BEL) > Lussemburgo (LUX)       | 314   | Aldo Ronconi        | René Vietto         |
| 4ª     | 28 giugno | Lussemburgo (LUX) > Strasburgo            | 223   | Jean Robic          | René Vietto         |
| 5ª     | 29 giugno | Strasburgo > Besançon                     | 248   | Ferdi Kübler        | René Vietto         |
|        | 30 giugno | giorno di riposo                          |       |                     |                     |
| 6ª     | 1º luglio | Besançon > Lione                          | 249   | Lucien Teisseire    | René Vietto         |
| 7ª     | 2 luglio  | Lione > Grenoble                          | 172   | Jean Robic          | Aldo Ronconi        |
| 8ª     | 3 luglio  | Grenoble > Briançon                       | 185   | Fermo Camellini     | Aldo Ronconi        |
|        | 4 luglio  | giorno di riposo                          |       |                     |                     |
| 9ª     | 5 luglio  | Briançon > Digne-les-Bains                | 217   | René Vietto         | René Vietto         |
| 10ª    | 6 luglio  | Digne-les-Bains > Nizza                   | 255   | Fermo Camellini     | René Vietto         |
|        | 7 luglio  | giorno di riposo                          |       |                     |                     |
| 11ª    | 8 luglio  | Nizza > Marsiglia                         | 230   | Edouard Fachleitner | René Vietto         |
| 12ª    | 9 luglio  | Marsiglia > Montpellier                   | 165   | Henri Massal        | René Vietto         |
| 13ª    | 10 luglio | Montpellier > Carcassonne                 | 172   | Lucien Teisseire    | René Vietto         |
| 14ª    | 11 luglio | Carcassonne > Luchon                      | 253   | Albert Bourlon      | René Vietto         |
|        | 12 luglio | giorno di riposo                          |       |                     |                     |
| 15ª    | 13 luglio | Luchon > Pau                              | 195   | Jean Robic          | René Vietto         |
| 16ª    | 14 luglio | Pau > Bordeaux                            | 195   | Giuseppe Tacca      | René Vietto         |
| 17ª    | 15 luglio | Bordeaux > Les Sables-d'Olonne            | 272   | Eloi Tassin         | René Vietto         |
| 18ª    | 16 luglio | Les Sables-d'Olonne > Vannes              | 236   | Pietro Tarchini     | René Vietto         |
|        | 17 luglio | giorno di riposo                          |       |                     |                     |
| 19ª    | 18 luglio | Vannes > Saint-Brieuc (Cron. individuale) | 139   | Raymond Impanis     | Pierre Brambilla    |
| 20ª    | 19 luglio | Saint-Brieuc > Caen                       | 235   | Maurice Diot        | Pierre Brambilla    |
| 21ª    | 20 luglio | Caen > Parigi                             | 257   | Alberic Schotte     | Jean Robic          |
| Totale | Totale    | Totale                                    | 4 640 |                     |                     |

## Squadre e corridori partecipanti
| N.     | Cod.    | Squadra                          |
| ------ | ------- | -------------------------------- |
| 1-10   | BEL     | Belgio                           |
| 11-20  | NLD/SdF | Paesi Bassi/Stranieri di Francia |
| 21-30  | ITA     | Italia                           |
| 31-40  | LUX/CHE | Lussemburgo/ Svizzera            |
| 41-50  | FRA     | Francia                          |
| 51-60  | IDF     | Île-de-France                    |
| 61-70  | OVE     | Ovest                            |
| 71-80  | SOV     | Nord Est                         |
| 81-90  | CSO     | Centro Sud-Ovest                 |
| 91-100 | SES     | Sud Est                          |

## Resoconto degli eventi
L'edizione del 1947 fu la prima ad essere disputata dopo una pausa di otto anni causata dalla seconda guerra mondiale.
Jean Robic vinse il Tour senza mai vestire la maglia gialla. In seguito a un attacco sulla côte di Bonsecours all'ultima tappa, distanziò la maglia gialla Pierre Brambilla con l'aiuto di Edouard Fachleitner e Lucien Teisseire. All'arrivo della tappa era in testa alla classifica generale, mentre Fachleitner era secondo. Pensando di dovere la vittoria all'intercessione di Sant'Anna, patrona dei Bretoni, offrì la maglia alla Santa nella basilica di Sainte-Anne-d'Auray, in cui si trova tuttora. Robic fu anche il corridore che vinse il maggior numero di tappe: tre su un totale di ventuno.
Al Tour de France 1947 parteciparono 100 corridori, dei quali 53 giunsero a Parigi. La formula si ricollegava a quella già adottata nell'anteguerra: una squadra nazionale francese, diverse squadre regionali francesi e le squadre nazionali delle altre nazioni partecipanti. Le squadre furono 10, di 10 corridori ciascuna. Così le squadre francesi furono 6 (la nazionale più 5 regionali), alle quali si aggiunsero la nazionale italiana, la nazionale belga, una mista Svizzera-Lussemburgo e una mista Olanda-Stranieri di Francia. Di questa squadra faceva parte anche Edward Klabiński, il quale fu il primo ciclista polacco a prendere parte al Tour de France. Complessivamente, parteciparono alla gara 59 francesi, 13 italiani, 11 belgi, 6 olandesi, 6 svizzeri, 4 lussemburghesi e 1 polacco.

## Classifiche finali

### Classifica generale - Maglia gialla
| Pos. | Corridore           | Squadra         | Tempo      |
| ---- | ------------------- | --------------- | ---------- |
| 1    | Jean Robic          | Francia Ovest   | 148h11'25" |
| 2    | Edouard Fachleitner | Francia         | a 3'58"    |
| 3    | Pierre Brambilla    | Italia          | a 10'07"   |
| 4    | Aldo Ronconi        | Italia          | a 11'00"   |
| 5    | René Vietto         | Francia         | a 15'23"   |
| 6    | Raymond Impanis     | Belgio          | a 18'14"   |
| 7    | Fermo Camellini     | Str. di Francia | a 24'08"   |
| 8    | Giordano Cottur     | Italia          | a 1h06'03" |
| 9    | Jean-Marie Goasmat  | Francia Ovest   | a 1h16'03" |
| 10   | Apo Lazaridès       | Francia SudEst  | a 1h18'44" |

### Classifica scalatori
| Pos. | Corridore        | Squadra         | Punti |
| ---- | ---------------- | --------------- | ----- |
| 1    | Pierre Brambilla | Italia          | 98    |
| 2    | Apo Lazaridès    | Francia Sud Est | 89    |
| 3    | Jean Robic       | Francia Ovest   | 70    |